# SB alt 24
Az SB alt 24 egy szerkocsis gőzmozdonysorozat volt a Déli Vasútnál (németül: Südbahngeselschaft, SB), mely egy osztrák-magyar magánvasút-társaság volt. 1864-től az SB 30 sorozatba tartozozz.
A nyolc mozdonyt az Esslingeni Gépgyár szállította 1859-ben.Ezeket a Bécsújhelyi Mozdonygyár által a Kaiser Franz Joseph-Orientbahn-nak gyártott négy hasonló mozdonyait  a Déli Vasút az  SB alt 25 sorozatába osztotta be. Az esslingeni mozdonyok ellentétben a bécsújhelyiekkel, külső vezérlésűek voltak. Ezen kívül semmilyen védelmet nem tartalmaztak a mozdonyszemélyzet védelmére. Valószínűleg a törésekre hajlamos  Hall forgattyú miatt a nyolc után több mozdonyt nem rendeltek.
1903-tól selejtezték a mozdonyokat. Az utolsót 1920-ban adták el.

## Fordítás
Ez a szócikk részben vagy egészben  a   SB alt 24 című német Wikipédia-szócikk fordításán alapul.  Az eredeti cikk szerkesztőit annak laptörténete sorolja fel. Ez a jelzés csupán a megfogalmazás eredetét és a szerzői jogokat jelzi, nem szolgál a cikkben szereplő információk forrásmegjelöléseként. - Az eredeti szócikk forrásai szintén ott találhatóak.